# Sällskapet sportfiskare i Göteborg
Sällskapet Sportfiskare i Göteborg (SSG) grundades 1928 och är därmed en av Sveriges äldsta sportfiskeklubbar. Klubben har ett begränsat antal medlemmar, och arrenderar fiskevatten i sjöar och strömmande vatten runt om Göteborg, samt bedriver verksamhet i form av möten och andra aktiviteter för medlemmarna. Klubbens historia finns beskriven i boken Sällskapet Sportfiskare i Göteborg 1928-2003, som utgavs av klubben 2004.